# William Sublette
William Sublette, född 1799, död 1845, var en pälsjägare, trapper och mountain man, som senare blev pälshandlare och köpman som gjorde affärer med Santa Fe, New Mexico. 

## Ungdom och tidiga liv
William Sublette var son till värdshusvärden Phillip Sublette och hans hustru and Isabella. När William var 18 år gammal flyttade familjen från Kentucky till Saint Charles, Missouri. Han var stadens polisuppsyningsman när han 1823 anställdes som pälsjägare av William Ashleys Rocky Mountain Fur Company 1822. 

## Mountain Man
Som medlem av William Ashleys pälshandelsbrigad deltog Sublette i Arikarakriget 1823. Han blev nu trapper i Klippiga Bergen och deltog med Jedediah Smith i årslånga jaktexpeditioner.

## Rocky Mountain Fur Company
1826 köpte Sublette tillsammans med Jedediah Smith och David Jackson Rocky Mountain Fur Company. Sublette och hans kompanjoner blev nu ansvariga för försörjningen av pälsjägarna i bergen samtidigt som de gjorde stora vinster på de pälsverk de köpte. Sublette blev 1830 den förste som använde vagnar för att föra förnödenheter till Klippiga Bergen, tidigare hade man enbart använd klövjedjur. Den bristande lönsamheten i pälshandeln på grund av indianöverfall (44 av bolagets anställda hade dödats) och den vikande efterfrågan på bäver gjorde dock att bolaget upplöstes samma år. Sublette köpte en lantgård, Sulfur Spring utanför Saint Louis där han för tillfället slog sig ned.   

## Sublette & Campbell
Sublette började 1831 med handelsfärder till Santa Fe, men upphörde med det när Jedediah Smith dog samma år. Han återvände som pälsjägare i bergen där han blev sårad i en strid. Åter i Saint Louis bildade han ett bolag med Robert Campbell vilket gick under namnet Sublette & Campbell. Det var den enda konkurrenten till American Fur Company och vann sina framgångar genom en frikostig användning av alkohol vid handeln med indianerna. Fort Laramie grundades 1834 av Sublette som bolagets handelsfaktori.   

## Senare liv
Sublette & Campbell upplöstes 1840 och William Sublette slog sig ned i Saint Louis där han bedrev affärsverksamhet och började engagera sig politiskt. 1844 gifte han sig med Frances Hereford. Året därpå dog han i Pittsburg under en resa. 

## Eftermäle och minnesmärken
Det administrativa området Sublette County i Wyoming uppkallades 1921 efter Sublette.